# RCグリヴィツァ
ラグビー・クルブ・グリヴィツァ（ルーマニア語: Rugby Club Griviţa）は、ルーマニアのブカレストを拠点とするラグビーユニオンクラブである。

## 概要
1932年創設の歴史あるラグビークラブ。
同じブカレストを拠点とするステアウア・ブクレシュティ、ディナモ・ブクレシュティと共に、第二次世界大戦以降の同国ラグビー界において3強を形成してきた。1963-64シーズンにはFIRAチャンピオンズ・カップを制した。
1995年にラグビーユニオンがプロ化されて以降は低迷している。
国内トップリーグであるリーガ・ナツィオナーラ・デ・ラグビーの優勝回数は歴代3位の12回。

## タイトル

### 国内タイトル
- リーガ・ナツィオナーラ・デ・ラグビー
  - 優勝 12回（1948, 1950, 1955, 1957, 1958, 1959, 1960, 1962, 1966, 1967, 1970, 1993）
- クパ・ロムニエイ
  - 優勝 5回（1947, 1948, 1982, 1984, 1985）

### 国際タイトル
- FIRAチャンピオンズ・カップ[注 1]
  - 優勝 1回（1964）